# Aristomaco (mitologia)
Aristomaco (in greco antico: Ἀριστόμαχος?, Aristómachos), è un personaggio della mitologia greca. Fu un Eraclide ed era il protagonista del terzo tentativo della conquista di Micene.

## Genealogia
Figlio di Cleodeo, fu il padre di Cresfonte, Temeno e Aristodemo.

## Mitologia
Condusse un tentativo di catturare Micene durante il regno di Tisameno, ma dopo aver frainteso ciò che gli disse l'oracolo, fallì e morì durante la battaglia.